# Анайя, Карлос
Ка́рлос Ана́йя-и-Ло́пес Каме́ло (исп. Carlos Anaya y López Camelo; 1777, Сан-Педро, Рио-де-ла-Плата — 1862, Монтевидео, Уругвай) — уругвайский историк, государственный и политический деятель. Президент Уругвая (1834—1835).

## Биография
Родился в 1777 году в Сан-Педро (на территории современной Аргентины). В 1797 году переселился на территорию Восточной полосы. В 1811 году присоединился к революционному движению, участвовал в битве при Лас-Пьедрас, осаде Монтевидео и битве при Серрито.
Был одним из депутатов Конгресса в Трес-Крусес, являлся сторонником Хосе Артигаса. Стал одним из авторов «Инструкций для Ассамблеи Тринадцатого года», требовавших от делегатов с Восточной полосы добиваться на Ассамблее, которая должна была определить конституционное будущее страны, выполнения принципов независимости, республиканства и федерализма.
В 1815—1817 годах работал в администрации Восточной провинции, после португальско-бразильского вторжения попал в тюрьму, но вскоре был освобождён. В начале 1820 года после поражения патриотических сил в битве при Такуарембо отступил на территорию провинции Энтре-Риос, после чего покинул Артигаса и отправился в Буэнос-Айрес, где занялся коммерцией.
В 1825 году после того, как Тридцать три Ориенталес высадились на восточном берегу реки Уругвай, 14 июня в городке Флорида собрался Флоридский конгресс. Карлос Анайя стал его делегатом, и был одним из тех, кто написал принятую Конгрессом 25 августа декларацию о независимости Восточной провинции от Бразилии и её вхождении в состав Соединённых провинций Южной Америки.
После образования независимого Уругвая в период с 1832 по 1838 годы, когда партийная система в Уругвае ещё не была окончательно разработана, состоял в уругвайском сенате. В октябре 1834 года, после ухода Фруктуосо Риверы в отставку, Анайя занял пост президента Уругвая. В марте следующего года он передал президентские полномочия Мануэлю Орибе. Когда в 1838 году Риверо сверг Орибе, то Анайя поддержал Орибе и уехал вместе с ним в Буэнос-Айрес, где прожил после этого семь лет. В 1845 году он вместе с Орибе вернулся в Уругвай, и был во время осады Монтевидео председателем Апелляционного суда в «правительстве Серрито». Окончательно отошёл от общественной деятельности в 1851 году.
Будучи историком, Анайя оставил после себя ряд заметных исторических работ. Он умер в 1862 году в Монтевидео.